# Deskati
Deskati  este un oraș în Grecia în prefectura Grevena.